# In einem Land vor unserer Zeit IV – Im Tal des Nebels
In einem Land vor unserer Zeit IV – Im Tal des Nebels ist ein Zeichentrickfilm. Regie führte Roy Allen Smith. Der Film ist im Jahr 1996 in den USA erschienen. Er stammt von Universal Pictures.

## Handlung
Eine Langhals-Herde bringt Neuigkeiten über Wetterveränderungen in den Regionen rund um das „Große Tal“. So hat sich das gegenüberliegende „Trockenland“ in ein „Land der Nebel“ mit sonderbaren Wesen verwandelt. Zum Glück ist das „Große Tal“ so schön wie immer. Und bis zu dem Tag, an dem Littlefoots Großvater krank wird, gibt es auch noch keinen Grund, sich in die umliegenden „Naßländer“ vorzuwagen. Aber des Großvaters einzige Hoffnung wächst nur im „Tal des Nebels“: die „Goldene Nachtblume“ mit ihren heilenden Blütenblättern. Also machen sich Littlefoot und seine Freunde auf den gefahrvollen Weg. Dabei müssen die kleinen Dinos gemeinsam einige Abenteuer bestehen und erkennen, wie wichtig es ist, zusammenzuhalten und Freunde zu haben, die sich so gut verstehen.

## Charaktere
| Rolle                  | Gattung     | Englischer Sprecher | Deutscher Sprecher   |
| ---------------------- | ----------- | ------------------- | -------------------- |
| Littlefoot             | Apatosaurus | Scott McAfee        | Julius Jellinek      |
| Cera                   | Triceratops | Candace Hutson      | Magdalena Turba      |
| Ducky                  | Saurolophus | Heather Hogan       |                      |
| Petrie                 | Pteranodon  | Jeff Bennett        | Wolfgang Ziffer      |
| Spike                  | Stegosaurus | Rob Paulsen         | Mario von Jascheroff |
| Ali (Gesang)           | Apatosaurus | Juliana Hansen      | Magdalena Turba      |
| Ali (Sprache)          | Apatosaurus | Juliana Hansen      | Anja Stadlober       |
| Littlefoots Großvater  | Apatosaurus | Kenneth Mars        | Karl Schulz          |
| Littlefoots Großmutter | Apatosaurus | Linda Gary          | Rita Engelmann       |
| Alis Mutter            | Apatosaurus | Tress MacNeille     | Arianne Borbach      |
| Dil                    | Deinosuchus | Tress MacNeille     | Barbara Ratthey      |
| Archie                 | Archelon    | Charles Durning     | Helmut Krauss        |
| Erzähler               |             | John Ingle          | Roland Hemmo         |